# Przełączka nad Małym Ogrodem
Przełączka nad Małym Ogrodem (niem. Kleine Gartenscharte, słow. Štrbina nad Malou záhradkou, węg. Kis-kerti-csorba, 2261 m) – drobna przełęcz w głównej grani odnogi Krywania, rozdzielającej na tym odcinku doliny Młynicką i Hlińską. Znajduje się we wschodniej grani Hrubego Wierchu opadającej na Szczyrbską Przełęcz, pomiędzy Kolistą Turnią a Szczyrbską Turniczką.
Nazwa siodła pochodzi od Małego Ogrodu – piarżyska na zboczach Doliny Hlińskiej, znajdującego się poniżej przełączki. Z Przełączki nad Małym Ogrodem opada w jego kierunki krótki żlebek, po kilkudziesięciu metrach uchodzący do żlebu spod Przechodu nad Małym Ogrodem. Po drugiej stronie grani przełęcz opada ścianą o wysokości około 90 m na piargi nad Kolistym Stawem w Dolinie Młynickiej.

## Taternictwo
Pierwsze wejścia:
- letnie – zakopiańscy przewodnicy i koziarze, przed 1880 r.,
- zimowe przy przejściu granią – Jerzy Krókowski i Stanisław Krystyn Zaremba, 27–28 grudnia 1926 r.,
- zimowe wprost z Małego Ogrodu – Stanisław Krystyn Zaremba, 19 kwietnia 1928 r.[3]

Przez przełączkę wiedzie jedna z najprostszych dróg na Hruby Wierch. Na przełączkę można łatwo wejść z obydwu jej stron:
1. Z Doliny Młynickiej; 0+ w skali tatrzańskiej, czas przejścia 30 min

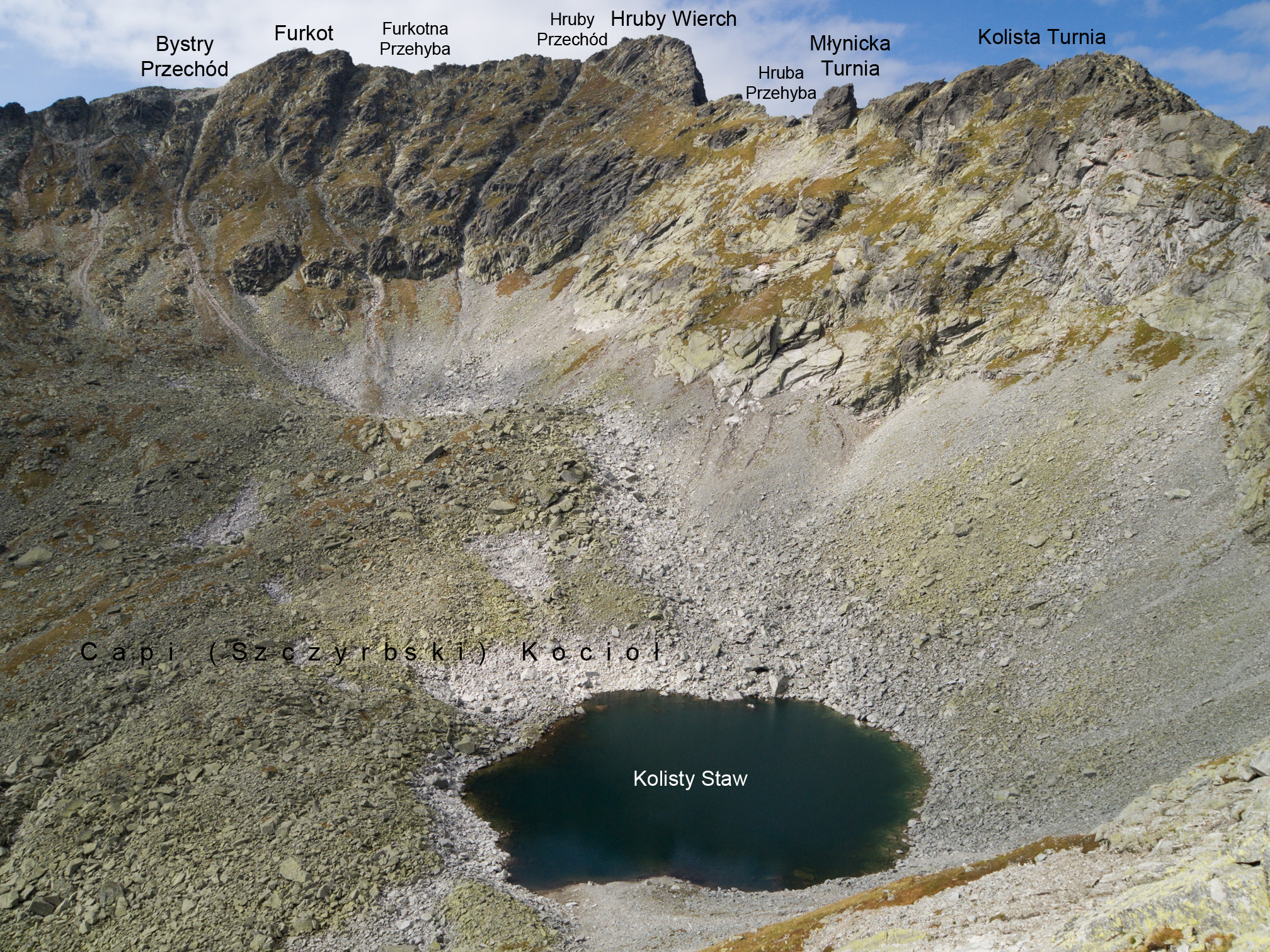
Przełączka nad Małym Ogrodem po prawej stronie, poniżej Kolistej Turni

2. Z Małego Ogrodu; 0+, 30 min[5].